# Vrouwbuurstermolen
De Vrouwbuurstermolen (Fries: Buerstermûne) is een korenmolen, dat in de Friese buurtschap Vrouwbuurtstermolen staat, ten oosten van het dorp Vrouwenparochie en ten zuiden van Oude Leije in de Nederlandse gemeente Waadhoeke.

## Geschiedenis
De Vrouwbuurstermolen werd in de loop van de negentiende eeuw gebouwd, vermoedelijk uit onderdelen van een elders gesloopte molen, op een locatie waar in 1566 al een standerdmolen was geplaatst. Over het exacte jaar waarin de Vrouwbuurstermolen werd gebouwd bestaat onduidelijkheid. Volgens de Molendatabase gebeurde dit rond 1850, maar De Hollandsche Molen is stelliger en spreekt van 1862.
De molen was in bedrijf tot 1954. Acht jaar later werd de Stichting Vrouwbuurstermolen opgericht, die restauratie van de molen tot doel had. In 1966 werd de kap van de Vrouwbuurstermolen vervangen. Ook in 1995 en 2007 werd de molen gerestaureerd. Hij wordt gebruikt als lesmolen voor vrijwillige molenaars.
De molen speelde een rol in de Elfde Elfstedentocht op 14 februari 1956, toen de vijf koplopers in deze schaatswedstrijd nabij de molen de afspraak maakten om in Leeuwarden gelijktijdig over de eindstreep te zullen gaan. Dit werd bekend als het Pact van Vrouwbuurstermolen. De vijf hielden woord, waarop het bestuur van de Vereniging De Friesche Elf Steden besloot dat jaar geen prijzen toe te kennen.

## Beschrijving
De molen bestaat uit een houten achtkant op een vierkante onderbouw.
De molen heeft een oudhollands gevlucht. De gelaste roeden zijn 20,60 m lang. De buitenroede is in 1992 gemaakt door Derckx en heeft het nummer 723. De binnenroede is in 1995 gemaakt door Molema en heeft nummer 5.
De molen wordt gevangen (geremd) met een Vlaamse vang, die wordt bediend met een wipstok. De vangbalk rust bij een draaiende molen op een duim.
De kap draait op een neutenkruiwerk met 16 neuten. De kap wordt gekruid met een kruiwiel.
Het graan wordt geluid (opgehesen) met behulp van een kammenluiwerk.
Er zijn twee maalkoppels aanwezig met 16der (140 cm doorsnede) kunststenen. Verder zijn er een graanpletter en een buil aanwezig.

## Overbrengingen
- De overbrengingsverhouding is 1 : 6,8.
- Het bovenwiel heeft 56 kammen en de bonkelaar heeft 29 kammen. De koningsspil draait hierdoor 1,93 keer sneller dan de bovenas. De steek, de afstand tussen de staven, is 9,25 cm.
- Het spoorwiel heeft 88 kammen en de steenrondsels 25 staven. De steenrondsels draaien hierdoor 3,52 keer sneller dan de koningsspil en 6,8 keer sneller dan de bovenas. De steek is 11 cm.

## Fotogalerij

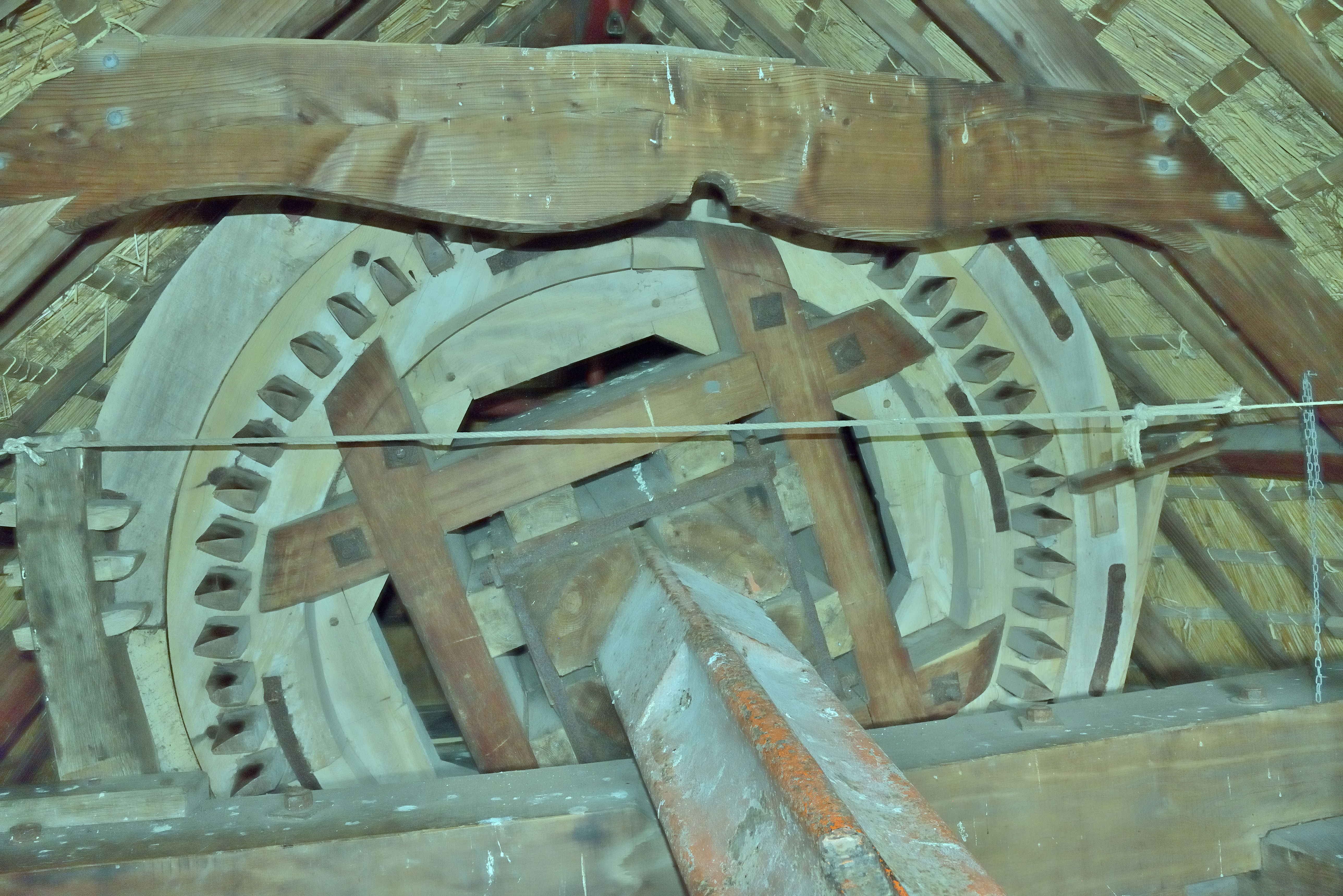
Bovenwiel
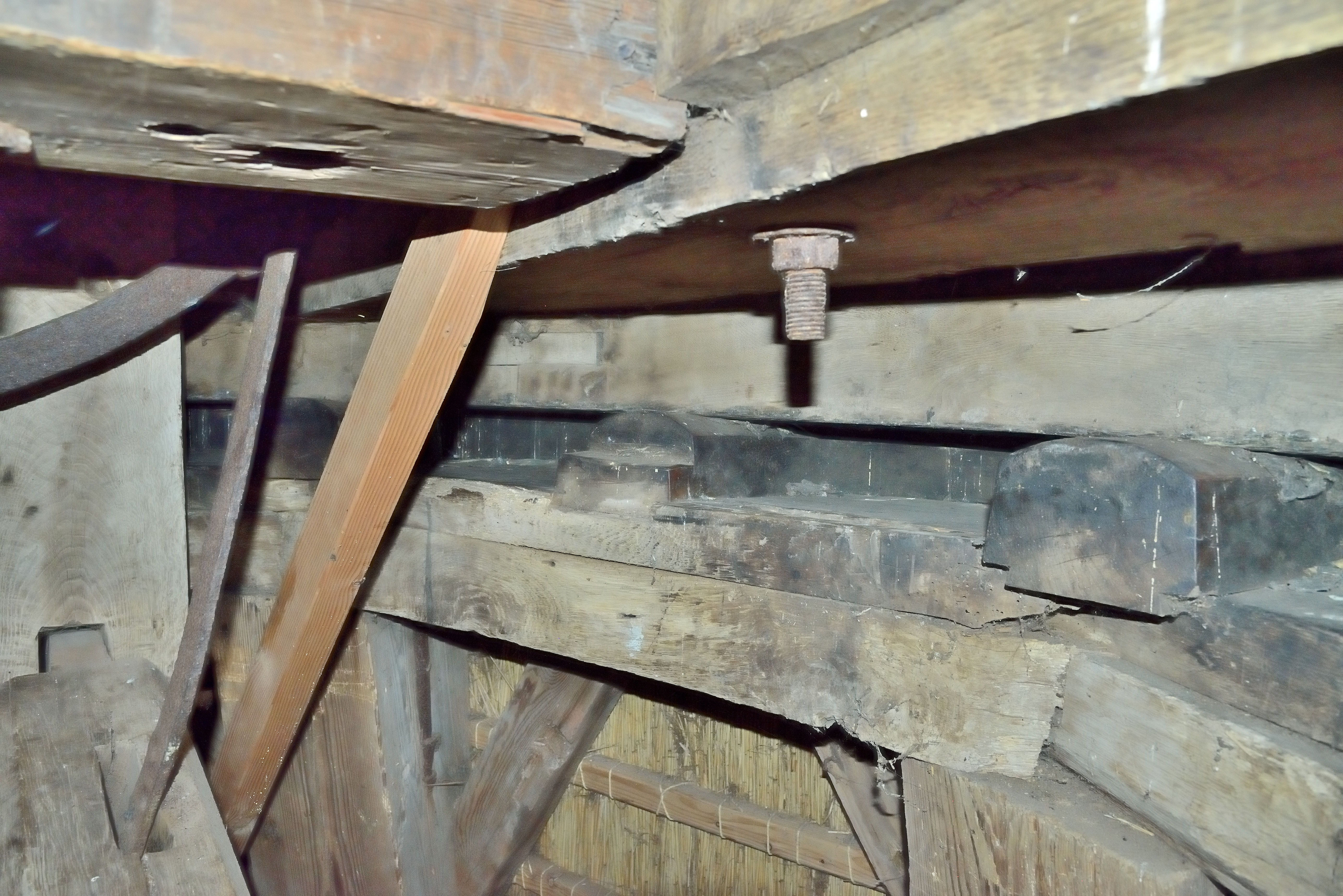
Neutenkruiwerk
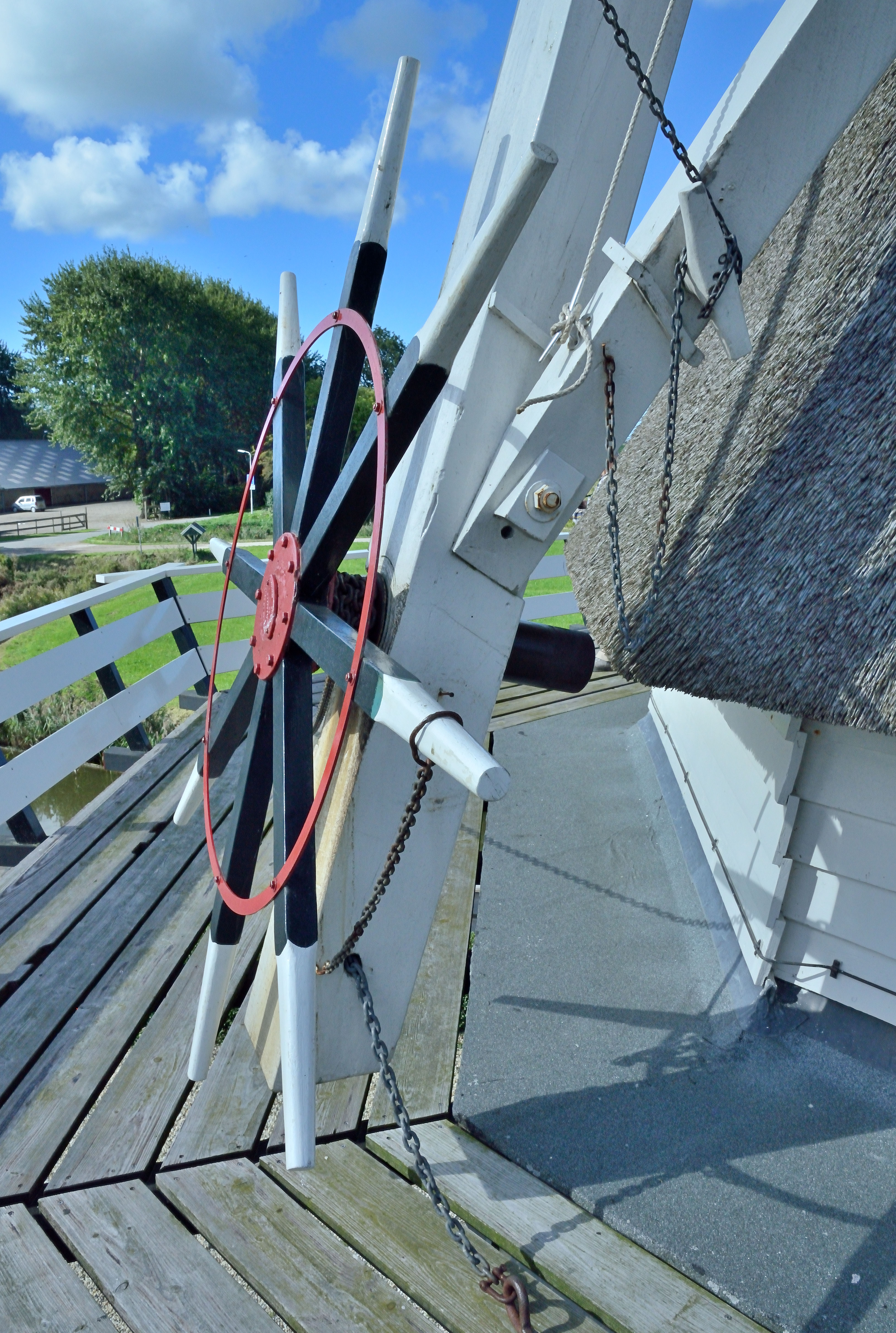
Kruiwiel
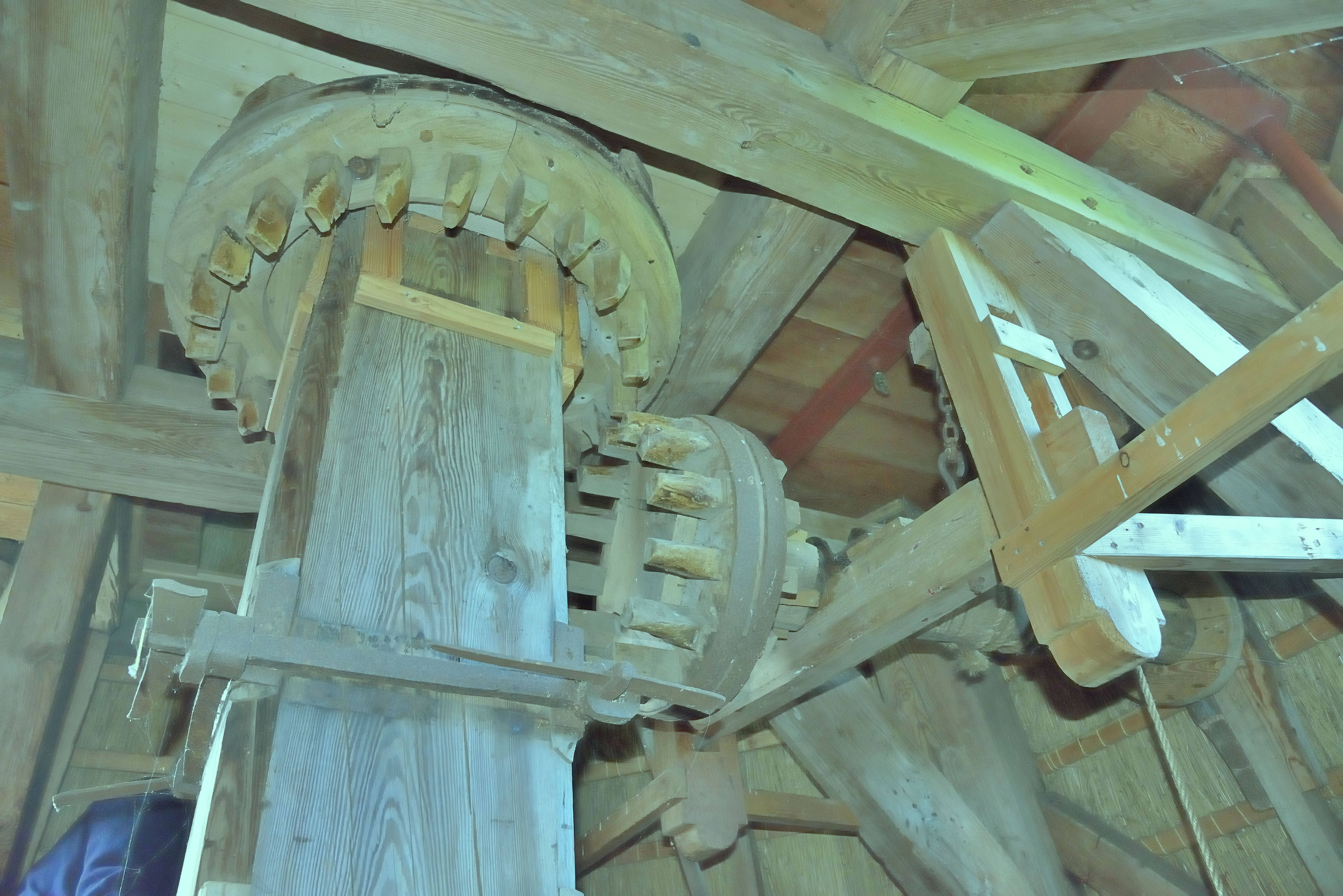
Kammenluiwerk
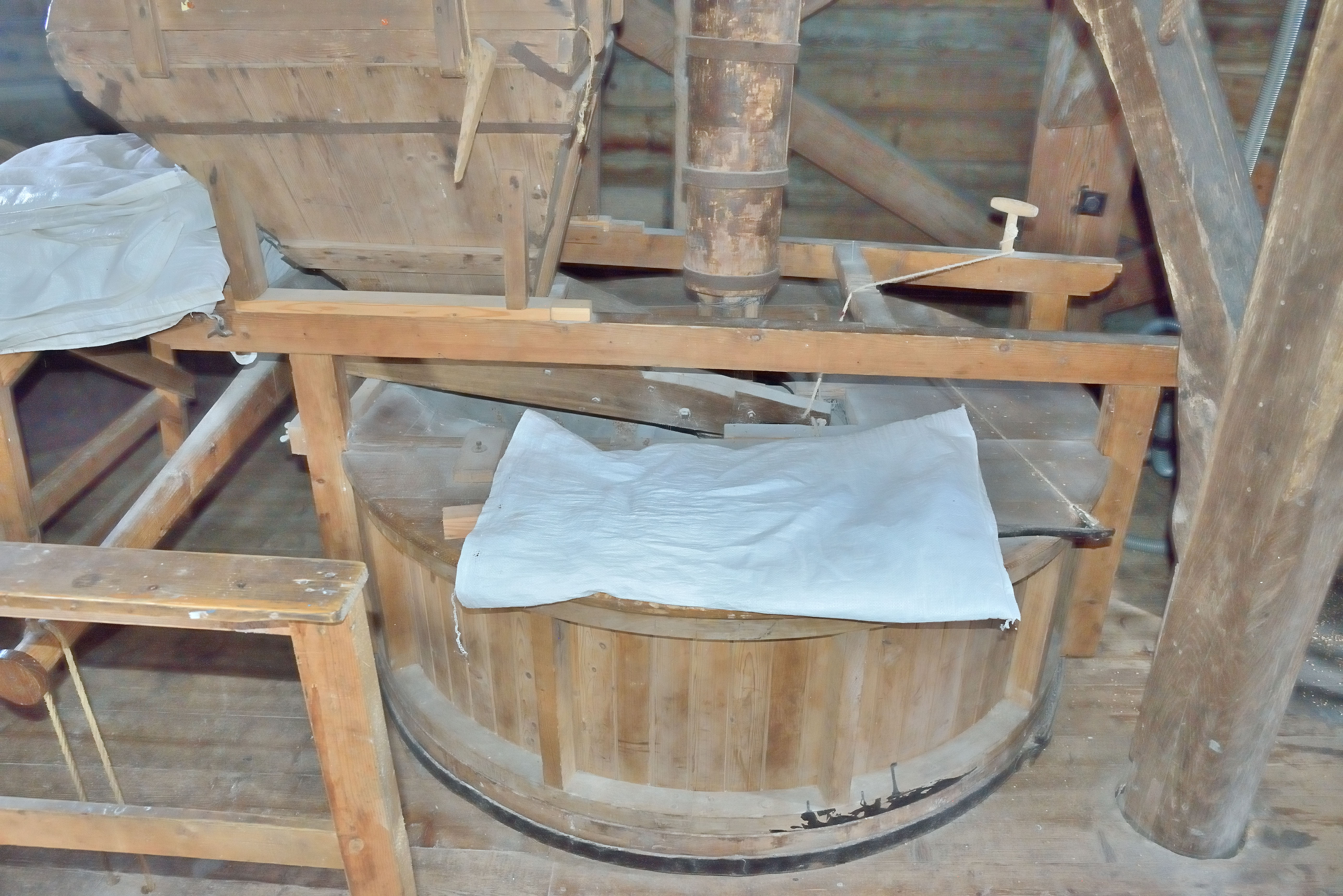
Maalkoppel
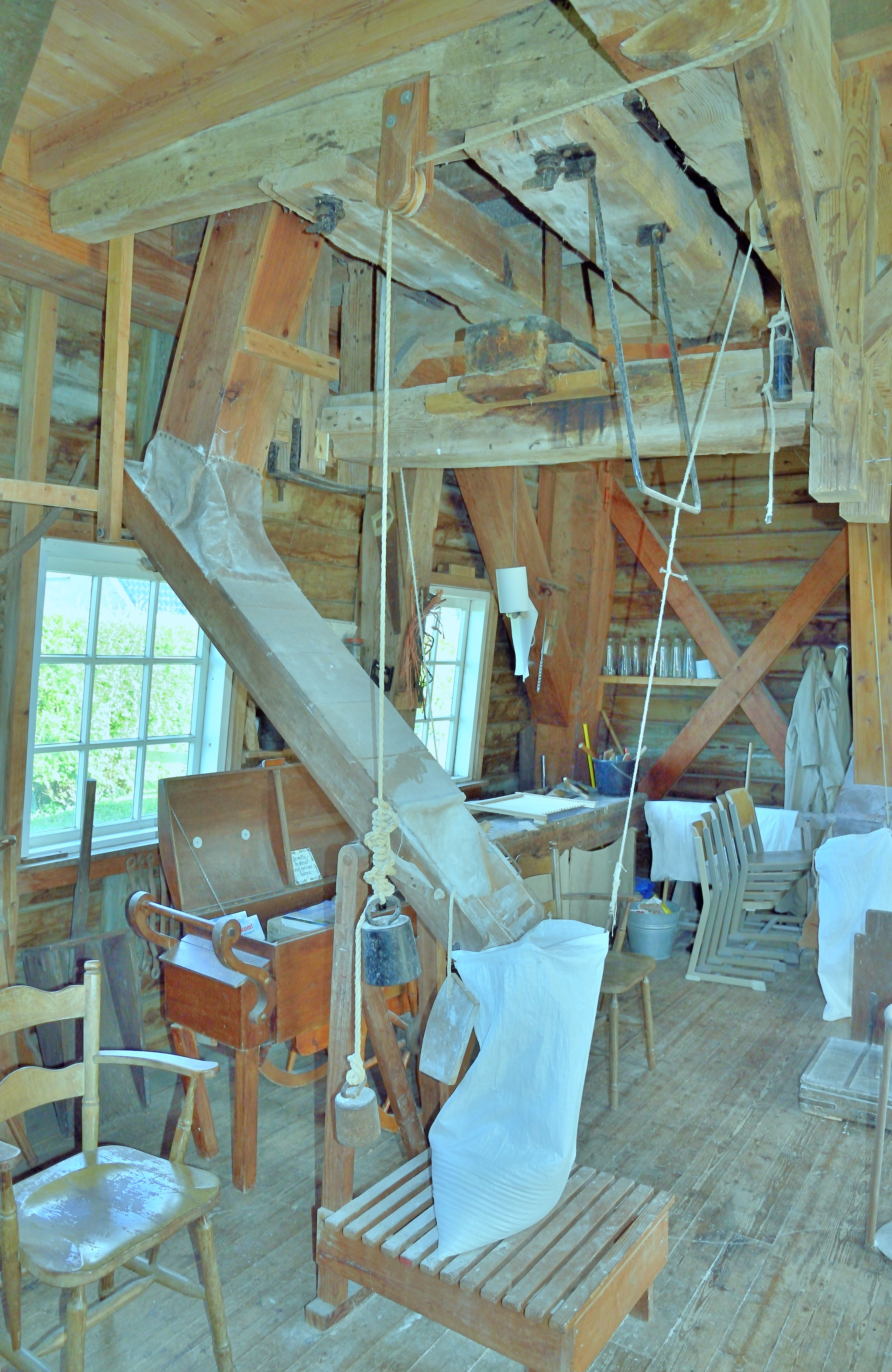
Maalbak
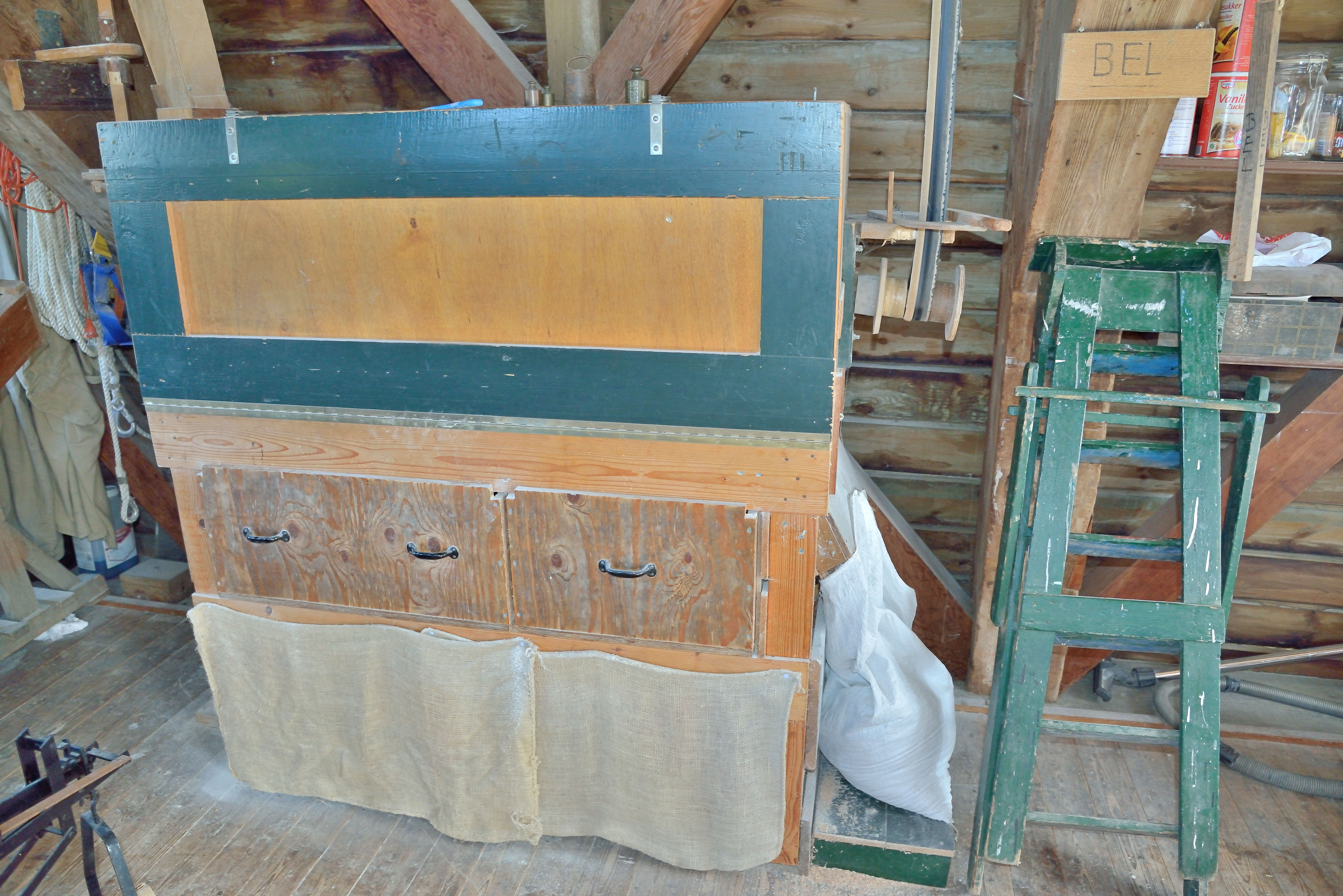
Buil
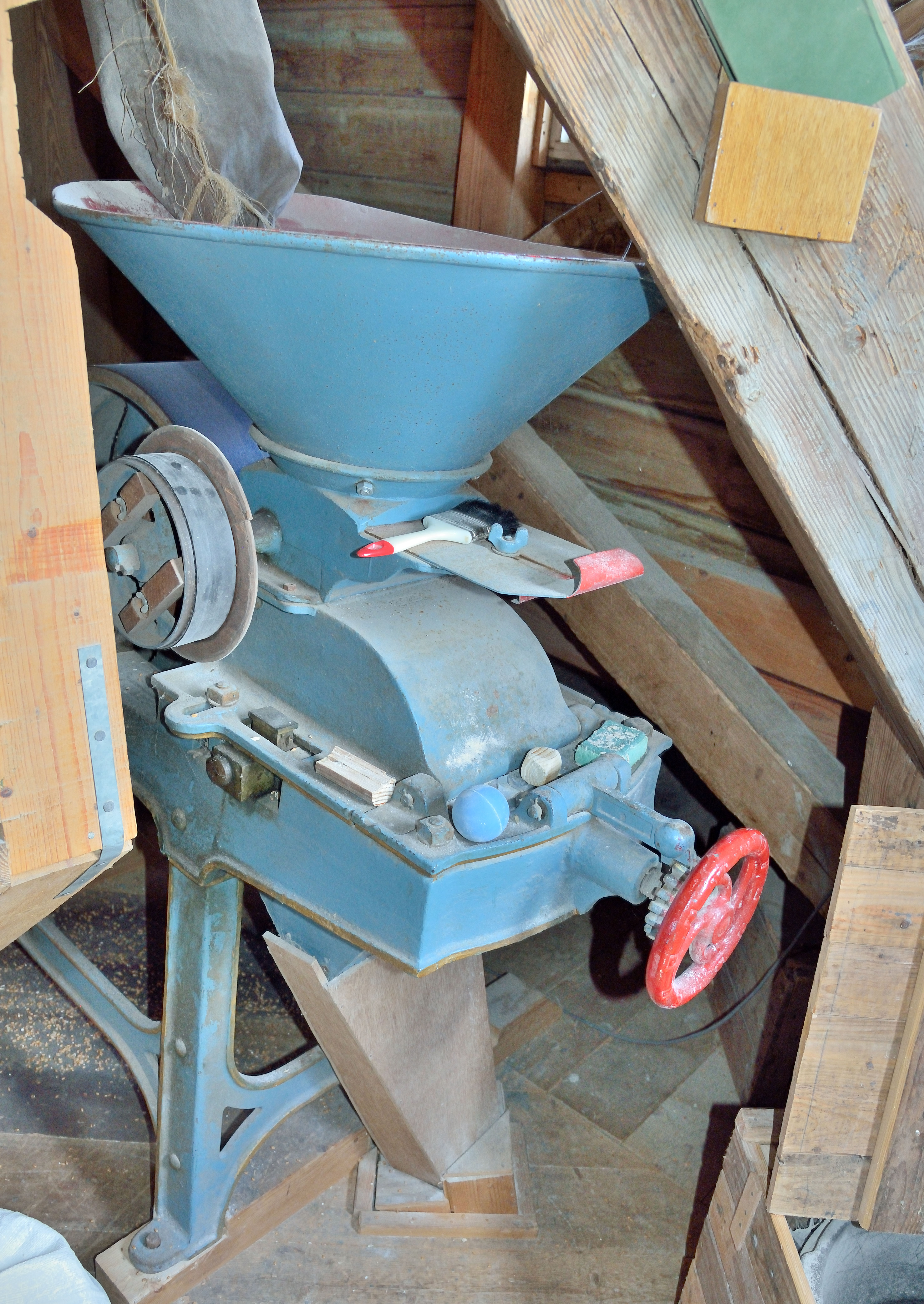
Graanpletter